# Escobaria cubensis
Escobaria cubensis ist eine Pflanzenart in der Gattung Escobaria aus der Familie der Kakteengewächse (Cactaceae). Das Artepitheton cubensis verweist auf das Vorkommen der Art auf Kuba.

## Beschreibung
Escobaria cubensis wächst einzeln und klein bleibend. Die kugelförmigen bis niedergedrückt kugelförmigen Triebe erreichen Wuchshöhen von 1 bis 3 Zentimeter und Durchmesser von 2 bis 3 Zentimeter. Ihre 6 bis 7 Millimeter langen Warzen sind nur auf der Hälfte ihrer Länge gefurcht. Mitteldornen sind in der Regel nicht vorhanden. Die zehn bis 15 weißen, fein flaumigen Randdornen sind ausstrahlend. Sie sind 3 bis 4 Millimeter lang.
Die Blüten sind hell gelblich grün. Sie sind 1,6 Zentimeter lang und erreichen Durchmesser von 1,2 bis 1,6 Zentimeter. Die roten Früchte sind kürzer als 10 Millimeter.

## Verbreitung, Systematik und Gefährdung
Escobaria cubensis ist auf Kuba in der Provinz Holguín verbreitet.
Die Erstbeschreibung als Coryphantha cubensis durch Nathaniel Lord Britton und Joseph Nelson Rose wurde 1912 veröffentlicht. David Richard Hunt stellte die Art 1978 in die Gattung Escobaria. Weitere nomenklatorische Synonyme sind Neobesseya cubensis (Britton & Rose) Hester (1941) und Neolloydia cubensis (Britton & Rose) Backeb. (1942).
In der Roten Liste gefährdeter Arten der IUCN wird die Art als „Endangered (EN)“, d. h. als stark gefährdet geführt.

## Nachweise